# خوداکسایش
خوداکسایش یا اتواکسیداسیون (به انگلیسی: Autoxidation) گونه‌ای از سوختن بدون شعله مواد و ترکیب شدن آن‌ها با اکسیژن است که منجبر به تشکیل مشتقات اکسیژن دار از مواد شیمیایی مختلف می‌شود. سازوکاری این فرایند به صورت رادیکالی بوده و از سه مرحله تشکیل می‌شود:
آغاز زنجیره
{\displaystyle \mathrm {ROOH+RH\ {\xrightarrow {energy}}\ RO{\cdot }+{\cdot }OH+RH\ \longrightarrow {}\ RO{\cdot }+H_{2}O+R{\cdot }\quad } }
{\displaystyle \mathrm {RO{\cdot }+RH\ {\xrightarrow {H-abstraction}}\ R{\cdot }+ROH\quad } }
انتشار زنجیره
{\displaystyle \mathrm {R{^{\cdot }}+O_{2}\ {\xrightarrow {fast}}\ ROO{^{\cdot }}} }
{\displaystyle \mathrm {ROO{^{\cdot }}+RH\ {\xrightarrow {H-abstraction}}\ ROOH+{^{\cdot }}R} }
پایان زنجیره
{\displaystyle \mathrm {2ROO{^{\cdot }}\ {\xrightarrow {}}\ 2RO{^{\cdot }}+O_{2}\ \longrightarrow {}\ ROH+QO+O_{2}} }

## کاربرد
این دسته از واکنش‌ها در فرآوری مواد مختلف در صنایع شیمیایی از جمله مواد خوراکی، لاستیک ها؛ روغن‌ها و پلاستیک‌ها، کاربرد دارند.